# Lac de Gazivode
Le lac de Gazivode (en serbe cyrillique : Језеро Газиводе ; en albanais : Liqeni i Ujmanit) est un lac artificiel situé à la limite entre le Kosovo et la Serbie. Il a été formé par un barrage construit sur la rivière Ibar qui le traverse.